# Karen Blixen
Karen Christence Blixen-Finecke (Rungsted, 17 de abril de 1885-Rungsted, 7 de septiembre de 1962), nacida Karen Christentze Dinesen, fue una escritora danesa, también conocida por sus pseudónimos literarios Isak Dinesen en los países de habla inglesa, Tania Blixen en lengua alemana, Osceola, y Pierre Andrézel. Es famosa por su libro Memorias de África, publicada en 1937. 

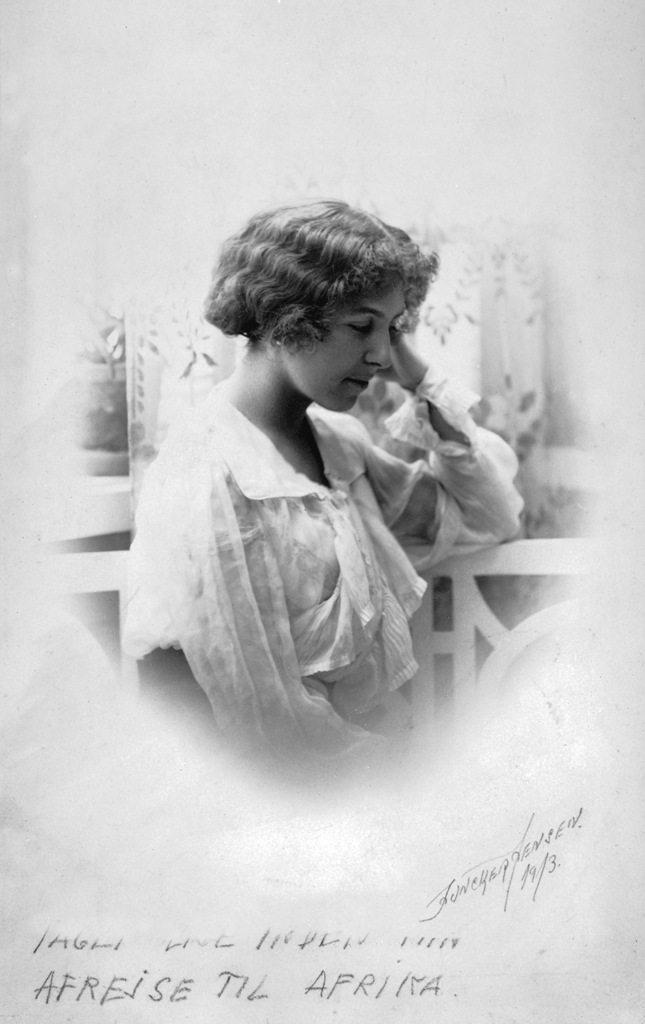
Karen Blixen 1913

## Infancia

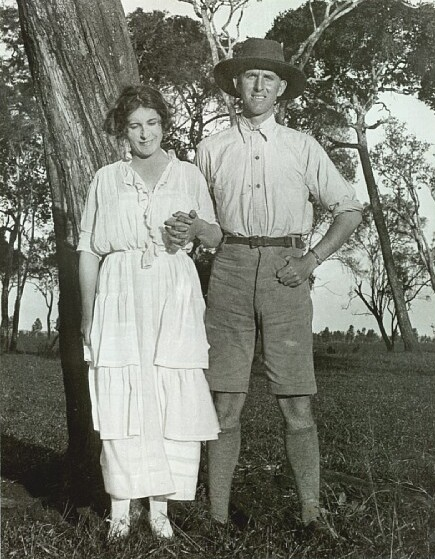
Karen Blixen en la década de 1920 con su hermano Thomas.

Nació en el seno de una familia acomodada, hija de Wilhelm Dinesen, militar y parlamentario, quien se suicidó cuando ella tenía diez años atormentado por la sífilis e Ingeborg Westenholz. Se educó, al igual que sus hermanas, en prestigiosas escuelas suizas.
Desde niña sintió inclinaciones artísticas por la escritura y por la pintura. En 1907 escribió con el seudónimo de Osceola su primer cuento, titulado Los Ermitaños, que fue publicado en una revista danesa. Redactó otros relatos pero al no conseguir publicarlos abandonó durante años la literatura.

## Viaje a África
Se enamoró de manera no correspondida de su primo segundo Hans; finalmente se casó con el hermano de éste, el barón Bror Blixen-Finecke, con quien inició en Kenia una plantación de café llamada The Karen Coffee Company.Durante su primer año de matrimonio su marido la contagió de sífilis, la que él contrajo en África previo a casarse con Karen. Se separaron tras seis años de matrimonio, quedándose ella con la plantación.
Aprendió las lenguas aborígenes, como el suajili, y se empapó de las costumbres locales. Los nativos la apodaban «la hermana leona» y se ganó el afecto de ellos por su coraje, su buena puntería y su habilidad como cazadora. Ella vio allí crecer su imaginación.
En Nairobi, Blixen conoció a Denys Finch Hatton, un cazador británico afincado en Kenia. Empezaron una relación amorosa intensa, pero con muchos altibajos.
En 1931, Finch Hatton se estrelló en su avión Gipsy Moth y falleció. Blixen siguió a cargo de la plantación hasta que la caída de los precios del café en 1931 la obligaron a venderla y regresar a Dinamarca para vivir con su madre. Permaneció en la propiedad familiar de Rungstedlund el resto de su vida. Su madre murió en 1939 y ella heredó la granja familiar. Siempre pensó en volver a África pero la Segunda Guerra Mundial se lo impidió.
Su nostalgia por la tierra africana se refleja así en una carta posterior a una vecinade allí: “ Saluda de mi parte a todos los que aún se acuerden de mí, también al paisaje que tienes alrededor, al bosque detrás de la casa donde vivían los N`derobo, y a los viejos árboles retorcidos y llenos de flores blancas de la sabana. También, si vieras a alguno de aquellos animales que en mis años aún podíamos encontrar allá arriba, y que siempre he pensado que eran los auténticos dueños de aquellas tierras”.
Si bien ya había publicado algunos trabajos, fue entonces cuando comenzó su carrera literaria bajo diversos seudónimos, el más conocido de los cuales es Isak Dinesen, con el cual publicó una serie de apuntes autobiográficos sobre su vida en África. Pero fue su libro Memorias de África (1937) el que sin duda la catapultó a la fama a nivel mundial; inspirada en el libro se filmó la película homónima, protagonizada por Meryl Streep en el papel de Karen Blixen y por Robert Redford como Dennys Finch Hatton.

## Vida como escritora
Mientras estaba en Kenia, Blixen había escrito a su hermano Tomás: "He empezado a hacer lo que hacemos los hermanos y hermanas cuando no sabemos a qué más recurrir, he empezado a escribir un libro ... He estado escribiendo en inglés porque pensé que sería más rentable ".  

Al regresar a Dinamarca, continuó escribiendo con seriedad. Aunque su primer libro, Siete cuentos góticos, se completó en 1933, tuvo dificultades para encontrar una editorial y utilizó los contactos de su hermano con Dorothy Canfield para ayudar a encontrar una editorial para su obra. Fue publicado en los Estados Unidos en 1934 bajo el seudónimo Isak Dinesen, aunque el editor se negó a dar un avance a Blixen y había desalentado el uso de un seudónimo. Cuando se eligió como una selección del Club Book-of-the-Month, las ventas se dispararon. Este primer libro, muy enigmático y más metafórico que gótico, le ganó amplio reconocimiento en América, y la publicación del libro en Gran Bretaña y Dinamarca lo siguió, aunque con dificultad. Incapaz de encontrar a un traductor con el que ella estuviera satisfecha, Blixen preparó las versiones danesas por sí misma, aunque no sean traducciones, sino versiones cercanas de las historias con diversos detalles diferentes. La explicación de Blixen para la diferencia fue que ella, "... quería que fuera publicada en danés como un libro danés original, y no en ninguna traducción". Los críticos daneses se entusiasmaron con el libro y se molestaron, según Blixen, porque había sido publicado primero en el extranjero. Blixen nunca más publicó un libro en inglés primero. O sus libros fueron lanzados primero en danés, o simultáneamente en danés e inglés. 

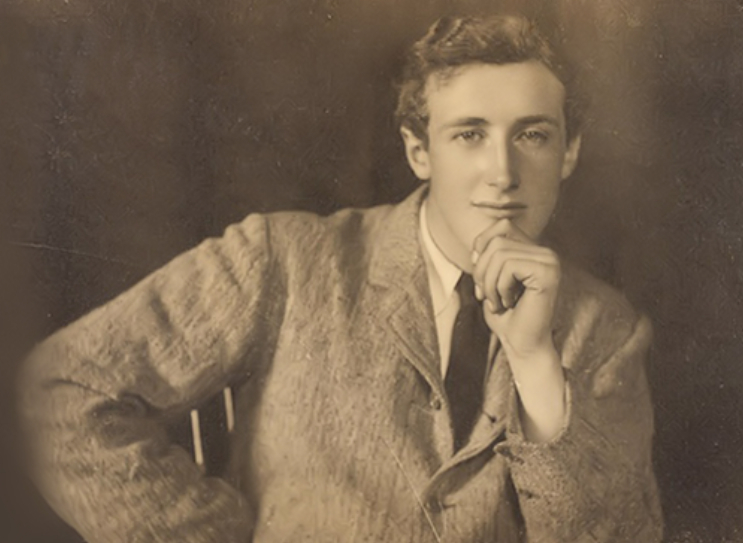
Denys-finch-hatton-1887-1931

Su segundo libro, ahora el más conocido de sus trabajos, Memorias de África, fue publicado en 1937 y su éxito consolidó su reputación como autora. Después de haber aprendido de su experiencia anterior, Blixen publicó el libro primero en Dinamarca e Inglaterra y luego en los Estados Unidos. Le fue concedido el Tagea Brandt Rejselegat (un premio danés para mujeres en las artes o la vida académica) en 1939. La obra despertó el interés de los críticos que no se ocuparon solamente de la valoración literaria del libro sino también en definir las propias intenciones y moralidad de Blixen. La crítica poscolonial la ha vinculado con escritores británicos contemporáneos y en algunos casos la ha marcado entre los aristócratas europeos blancos que estaban moralmente en quiebra. Los estudiosos daneses no suelen hacer juicios sobre su moral, quizás comprendiendo que, si bien los elementos del racismo y los prejuicios coloniales, dados el contexto y la época, son inherentes al trabajo, su posición como forastera, danesa y mujer es más compleja. Algunos críticos, entre ellos Carolyn Martin Shaw y Raoul Granqvist, la han considerado racista y supremacista, mientras que otros críticos como Abdul R. JanMohamed reconocieron tanto sus actitudes coloniales románticas como su comprensión de los problemas coloniales, así como su preocupación y respeto por los nacionalistas africanos.

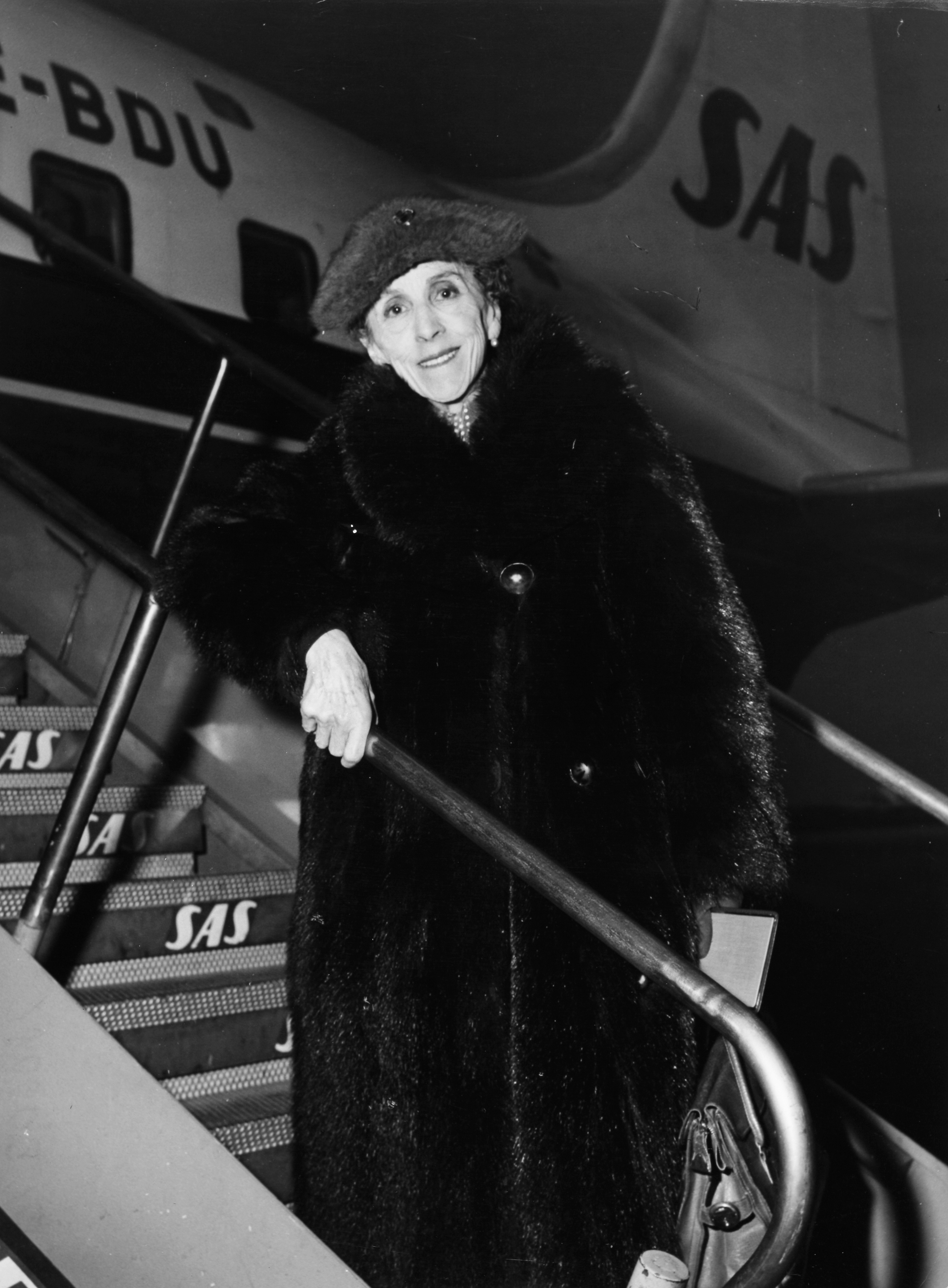
Karen Blixen en 1957.

Cinco años después de la publicación de Out of Africa, Blixen publicó una colección de cuentos cortos llamados Winter's Tales (1942, Cuentos de invierno), que le consagraron definitivamente la fama. A partir de sus anteriores obras góticas, las historias reflejan la dureza de los tiempos, la actitud ante la vida teñida de valor y orgullo, y la esperanza hacia el futuro. Las historias no reflejan la resistencia, sino la resiliencia, y exploran la interdependencia de los opuestos. Examinó la vergüenza contra el orgullo en "La heroína", la cobardía y el coraje en "Las Perlas", las relaciones amo y sirviente en "Los esclavistas invencibles", y la vida frente a la muerte, así como la libertad frente a la prisión en "Pedro y Rosa ". En "Sorrow-acre", la historia más conocida de la colección, Blixen exploró la victimización y la opresión. Debido a la guerra, tuvo que ser creativa para publicar el manuscrito, viajar a Estocolmo y reunirse con empleados de las embajadas estadounidenses y británica. Los estadounidenses no podían enviar objetos personales, pero la embajada británica accedió, enviando el documento a su editor en Estados Unidos. Blixen no recibió más comunicación sobre los Cuentos de Invierno hasta que la guerra terminó cuando recibió correspondencia elogiando las historias de las tropas estadounidenses que las habían leído en las Ediciones de las Fuerzas Armadas durante el conflicto.

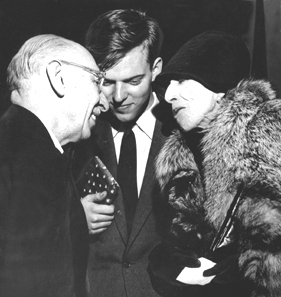
Karen Blixen junto al compositor Igor Stravinski (izquierda) en el ayuntamiento de Copenhague.

Después Blixen trabajó en una novela que llamó Albondocani durante muchos años, con la esperanza de producir un volumen en el estilo de Les Hommes de Bonne Volunté de Jules Romains, con historias entrelazadas a través de varios volúmenes. El personaje principal era el califa Harun al-Rashid, protagonista de las mil y una noches. En realidad, trabajaba simultáneamente en varias colecciones a la vez, clasificándolas según el tema, si pensaba que eran comercializables, escritas principalmente para ganar dinero, o literarias. Casi todos los cuentos de Blixen de los años 40 y de los años 50 siguen un estilo tradicional de la narración, tejiendo temas góticos tales como el incesto y asesinato con el mito y el embrujo como medio de explorar identidad, moralidad y filosofía. La mayoría tienen lugar en el contexto del siglo XIX o en períodos anteriores. En cuanto a su estilo deliberadamente anticuado, Blixen mencionó en varias entrevistas que quería expresar un espíritu que ya no existía en los tiempos modernos, que prefería ser más que simplemente hacer. Sus narraciones se ciernen entre la ilusión y el romanticismo, con un conocimiento agudo de los gustos preferidos de su audiencia. Blixen elaboró sus cuentos ingleses de una manera más directa y sus cuentos daneses en un estilo de escritura del siglo XIX que ella creía que les gustaría más. Las obras escritas en este período no fueron publicadas hasta casi una década después de que fueron escritas.

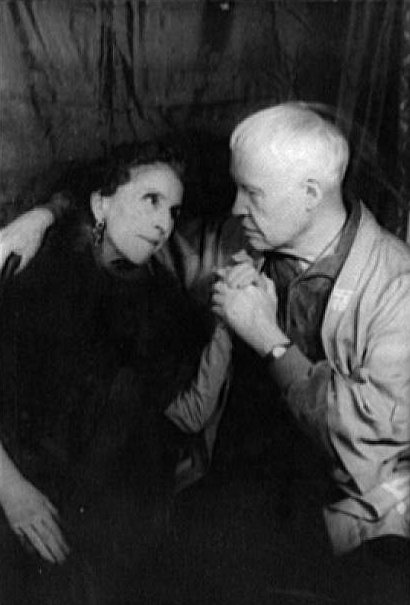
Karen Blixen con Carl Van Vechten en 1959.

Durante la Segunda Guerra Mundial, cuando Dinamarca fue ocupada por los alemanes, Blixen comenzó su única novela completa, la historia introspectiva The Angelic Avengers, bajo otro seudónimo, Pierre Andrezel. Aunque escrita en danés, afirmó que era una traducción de una obra francesa escrita en el período de entreguerras y que se negaba a ser su autor. El libro fue publicado en 1944 y nominado para una tercera selección del Club del Libro-del-Mes. Blixen inicialmente no quería que el libro fuera nominado, pero finalmente aceptó la distinción. Los horrores experimentados por las jóvenes heroínas fueron interpretados como una alegoría del nazismo, aunque Blixen también negó esa interpretación, alegando en cambio que era sólo una distracción para escapar de la sensación de estar aprisionada por la guerra. En 1956, en una entrevista para The Paris Review, finalmente reconoció que era la autora, diciendo que era su "hijo ilegítimo". Dorothy Canfield describió The Angelic Avengers en su revista Book-of-the-Month News, como "de calidad literaria superlativamente fina, escrita con la distinción en un estilo exquisito".
En 1955 sufre dos operaciones, de estómago y de la espina dorsal, y su salud queda quebrantada; no pesando más de 35 kilos hasta su muerte en 1962.
En 1957 se publicó una colección de relatos, Last Tales (en danés: Sidste fortællinger), seguida del año siguiente por la colección Anecdotes of Destiny (Danés: Skæbne-Anekdoter). Últimos cuentos incluyeron siete historias que Blixen tenía la intención de que formaran parte de Albondocani. También incluía secciones llamadas New Gothic Tales y New Winter Tales. El concepto de Blixen del arte del cuento está quizás más directamente expresado en las historias de "The Blank Page" y "The Cardinal's First Tale" de su quinto libro, Last Tales. Estos cuentos ilustran su uso de insinuaciones, que Blixen empleó para obligar al lector a participar en la creación de la historia. Aunque utilizó técnicas de narradores orales, Blixen entrelazó referencias oscuras con observaciones explícitas. Su escritura no era sólo un relato de cuentos, sino una compleja capa de pistas y dobles sentidos que obligaba al lector a deducir su intención y sacar conclusiones.
El escritor y académico Javier Marias dice de sus cuentos: "en medio de ese relato del siglo XX (del que alguien como Carver no es sino culminación o depuración, en él no hay nada de precursor), en medio de ese relato contagiado de novela y convertido en poco menos que prolongación o estrambote o incluso ensayo de ésta, los cuentos de Isak Dinesen, aparecidos entre 1934 (Seven Gothic Tales) y 1963 (el ya póstumo Ehrengard, al que luego se añadieron los volúmenes Carnival, Daguerreotypes y On Modern Marriage, los dos últimos sólo de ensayos), resultan de una asombrosa originalidad no sólo porque son deliberadamente "contables", repetibles, transmisibles, sino porque intentan mantenerse en la tradición inmemorial del cuento anterior a esa contaminación, la de Las mil y una noches, por continuar con su preferencia."
Blixen planeó que Anecdotes of Destiny fuera la parte final de la colección Last Tales en 1953, pero cuando preparó todas las historias, decidió lanzar Anecdotes como un volumen aparte. El cuento más famoso de Anecdotes es El festín de Babette, sobre una cocinera que gasta todo el premio de la lotería de 10 000 francos para preparar una comida final, gastronómica y espectacular. La historia evalúa las relaciones y examina si la austera pero caritativa vida dirigida por las hermanas, en la adhesión a un ideal, es menos fiel a la fe que el regalo apasionado del corazón de su ama de llaves. La historia fue reproducida en una película dirigida y escrita por Gabriel Axel en 1987, ganando el Óscar a la Mejor Película Extranjera de 1988.
En 1959, Blixen hizo su único viaje a los Estados Unidos. Fue un viaje prolongado que abarcó de enero a abril y mientras que el propósito de su viaje era terminar una serie de películas educativas y de discusiones para la fundación de Ford y la Enciclopedia Británica, Blixen intentó gozar de ella. Protagonizó un artículo de la revista Life en la edición del 19 de enero de 1959 y asistió a dos estrenos de Broadway. Blixen fue invitado a cenar con celebridades como Babe Paley y Gloria Vanderbilt. Fue fotografiada por Richard Avedon y Cecil Beaton. Fue invitada de John Steinbeck, que organizó un cóctel en su honor; Y visitada por Maria Callas, la Premio Nobel Pearl S. Buck y los poetas E. M. Cummings y Marianne Moore. Cuando Blixen expresó su deseo de conocer a Marilyn Monroe, la autora Carson McCullers organizó una reunión con Monroe y su marido el dramaturgo, Arthur Miller.
Al volver a Dinamarca, Blixen comenzó a trabajar a pesar de su grave enfermedad, terminando los bosquejos africanos de Sombras en la hierba en 1960. A la última de sus obras publicada durante su vida, le fue concedida su quinta selección como Libro-del-Mes. Shadows explora los estereotipos y las etiquetas de los europeos y africanos, concluyendo que "los prejuicios revelan más sobre el perceptor de lo percibido". Constaba de cuatro cuentos, "Shadows of the Grass" se centró en su sirviente somalí Farah; "La fe es revelada", trasmite la importancia del simbolismo; "El Gran Gesto", habla de temas médicos en su comunidad; y "Echoes From the Hills", en que evaluó su soledad después de dejar África y la vigilia incansable de su personal de África que se mantuvo en su antigua granja durante muchos años.
Según una investigación sobre su enfermedad, del profesor Kaare Weismann, jefe médico del hospital de Bispebjerg, lo que mató a la escritora no fue una fase avanzada de la sífilis, sino el envenenamiento progresivo debido a los tratamientos con mercurio que le aplicaron en África primero y Dinamarca después para frenar aquella enfermedad venérea. Incapaz de comer, Blixen murió en 1962 en Rungstedlund, la finca de su familia, a la edad de 77 años, aparentemente de desnutrición. Otros atribuyen su pérdida de peso y muerte eventual a la anorexia nerviosa.

## Obras póstumas
Entre las obras publicadas póstumamente por Blixen se encuentran: Ehrengard (1962), Carnival: Entertainments and Posthumous Tales (1977), Daguerreotypes and Other Essays (1979) y Letters from Africa, 1914-31 (1981). A finales de la década de los 60, Orson Welles planeó una antología de películas de Dinesen, en la que pretendía lanzar "The Heroine", "The Deluge en Norderney", "A Country Tale" y "Full Moon". Después de un día de rodaje en Budapest de "The Heroine", el proyecto fue cancelado porque su financiero se declaró en bancarrota. Una historia inmortal fue adaptada y filmada en 1968 por Welles y lanzada simultáneamente en la televisión francesa y en teatros. Welles más tarde intentó filmar The Dreamers, pero solo unas cuantas escenas fueron completadas. En 1982, Emidio Greco dirigió una película italiana, Ehrengard, basada en la obra de Blixen del mismo nombre, que no fue lanzada hasta 2002 debido a las complicaciones financieras.

## Legado

### Premios y honores
Por sus logros literarios, Blixen recibió la medalla danesa Holberg en 1949, la medalla Ingenio et Arti en 1950, se le otorgó la beca inaugural Hans Christian Andersen de la Asociación de Escritores Daneses en 1955 y recibió la distinción de la Fundación Conmemorativa Henrik Pontoppidan Grant en 1959. 
En 2012, los registros de los Premios Nobel se hicieron públicos después de 50 años y revelaron que los finalistas para el de literatura de 1962 fueron John Steinbeck (ganador), Robert Graves, Lawrence Durrell, Karen Blixen y Jean Anouilh. Blixen falleció en septiembre, por lo que ya no pudo ser candidata en más ocasiones, ya que solo se conceden a personas vivas.
Peter Englund, secretario permanente de la Academia Sueca, calificó de "un error" que Blixen no fuera galardonada con el Premio Nobel de Literatura durante la década de los 30 y cuando Hemingway ganó el premio en 1954, declaró que Bernard Berenson, Carl Sandburg y Blixen merecían el premio más que él. Aunque nunca recibió el premio, terminó en el tercer lugar detrás de Graham Greene en 1961, año en que Ivo Andrić fue galardonado con el premio. 
La exsecretaria y directora de la casa de Blixen, Clara Svendsen, escribió en 1974 un libro titulado Notas sobre Karen Blixen (Danés: Notater om Karen Blixen), que habló de la transformación de la joven que se trasladó a África en la sofisticada escritora. Dando anécdotas personales sobre la vida de Blixen, Svendsen se centró en la mujer privada detrás de su imagen pública. Anders Westenholz, un sobrino de Blixen, escribió dos libros sobre ella y sus obras: Kraftens horn: myte og virkelighed i Karen Blixens liv (1982) ( El poder del aries: mito y realidad en Karen Vida de Blixen) y Den glemte abe: mand og kvinde hos Karen Blixen (1985) (El mono olvidado: hombre y mujer en Karen Blixen).
El retrato de Karen Blixen apareció en la parte delantera del billete de 50 coronas danesas, serie de 1997, del 7 de mayo de 1999 al 25 de agosto de 2005. También apareció en los sellos de correos daneses que fueron publicados en 1980 y 1996. El asteroide 3318 Blixen fue nombrado en su honor 

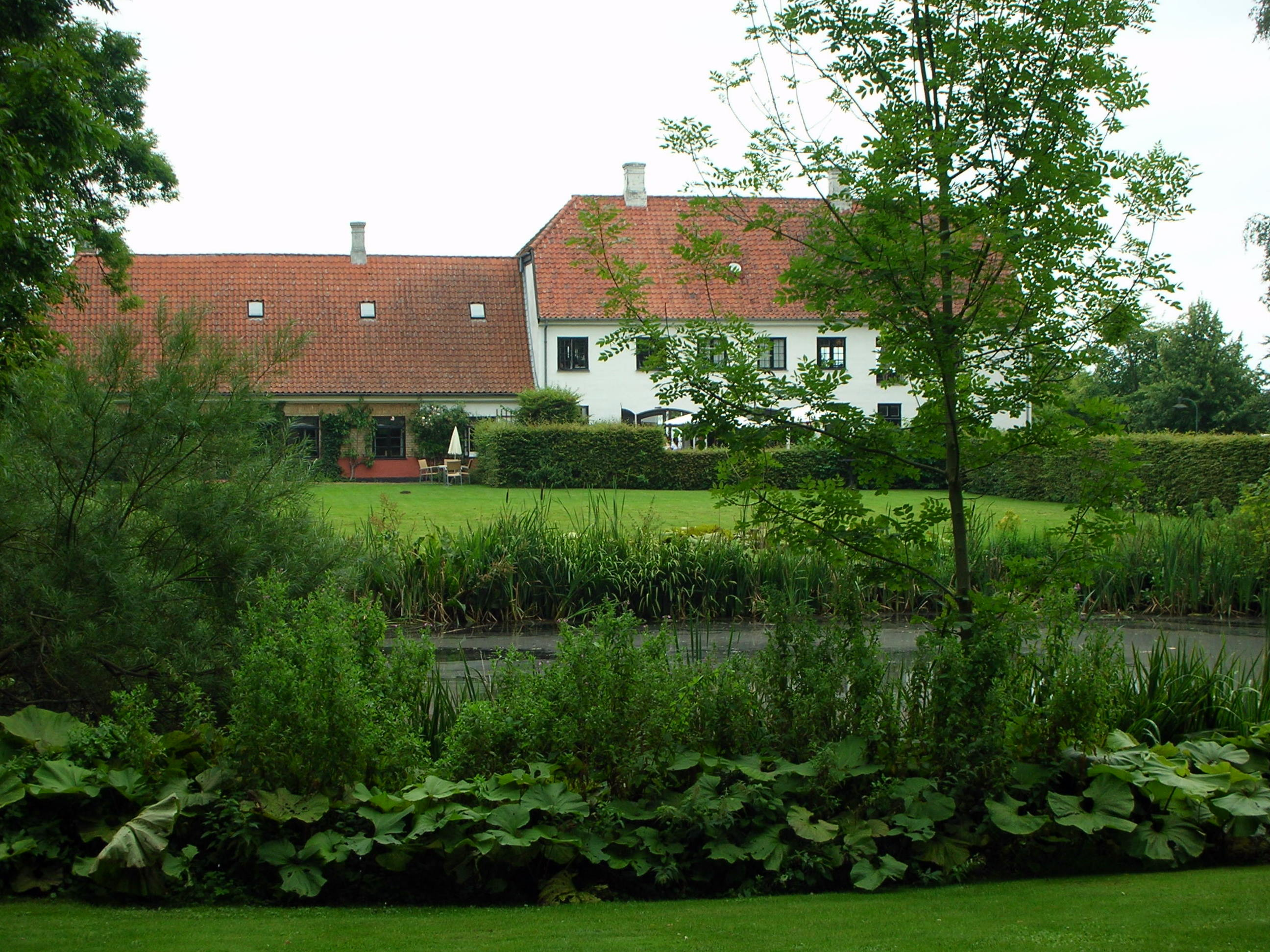
Karen Blixen Museum, Rungsted Kyst

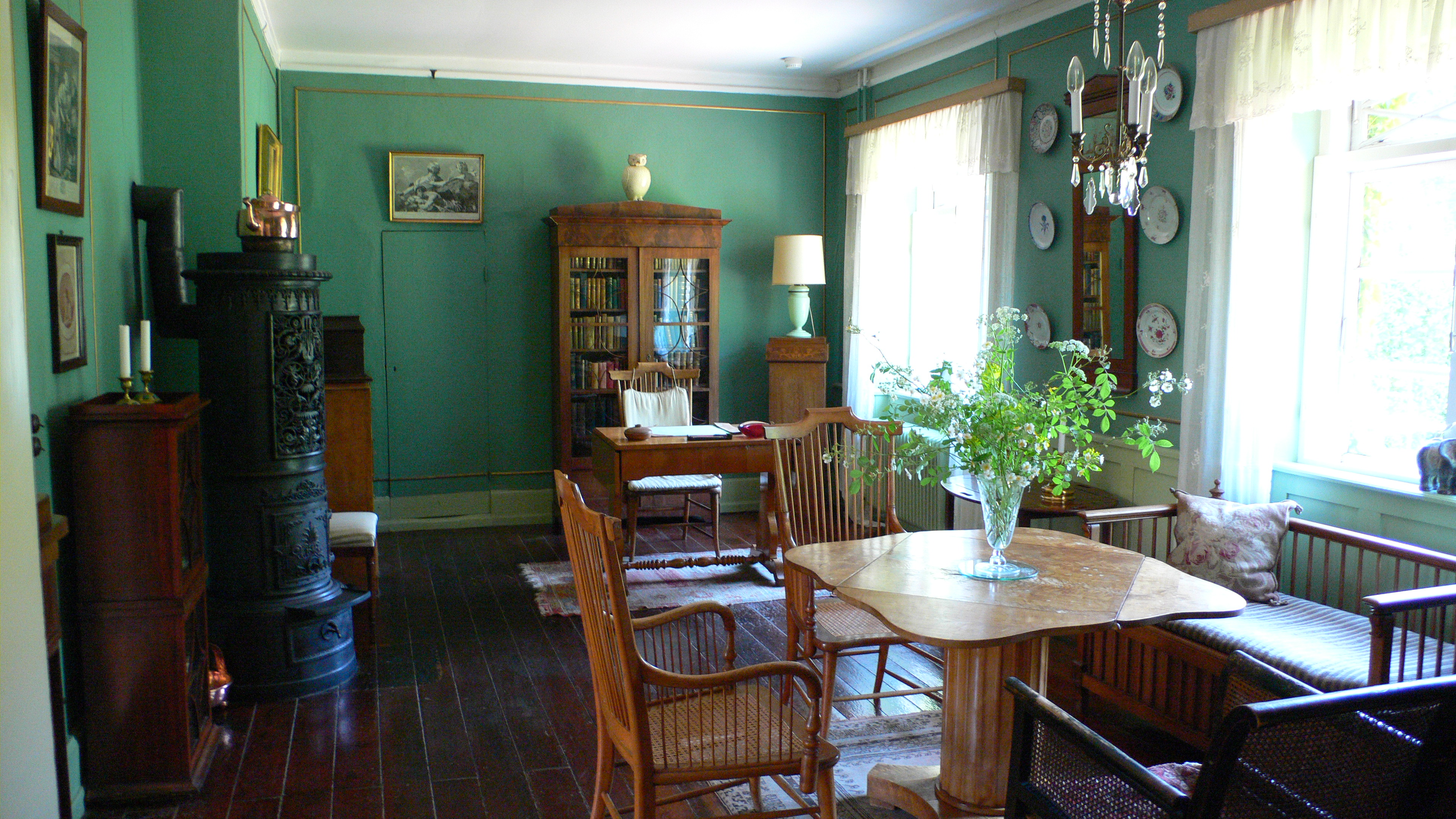
Rungstedlund - interior

### Museo de Rungstedlund
Blixen vivió la mayor parte de su vida en la propiedad familiar Rungstedlund, que fue adquirida por su padre en 1879. La propiedad está ubicada en Rungsted, a 24 kilómetros al norte de Copenhague, la capital de Dinamarca. Las partes más antiguas de la finca datan de 1680 y había funcionado como posada y granja. La mayor parte de la escritura de Blixen fue hecha en la habitación de Ewald, nombrada así por del autor Johannes Ewald.
En los años cuarenta, Blixen contempló la venta de la propiedad debido a los costos de funcionamiento, pero la casa se convirtió en un refugio para un grupo de jóvenes intelectuales, entre ellos Thorkild Bjørnvig, Frank Jæger, Erling Schroeder, entre otros, que encontraron la casa tan intrigante como su ocupante. Comenzaron a utilizar la propiedad como un salón literario, que siguió siendo utilizado por los artistas hasta 1991. Bjørnvig, quien editó la revista Heretica también desarrolló una estrecha amistad con Blixen. En una ocasión Blixen le dijo refiriéndose a su naturaleza más íntima: "La diferencia entre tú y yo es que tú posees un alma inmortal y yo no la tengo. Así sucede con las sirenas o las hadas del agua, tampoco ellas la tienen. Viven más tiempo que los que poseen un alma inmortal, pero cuando mueren desaparecen completamente y sin dejar ningún rastro. Pero ¿quién puede entretener y agradar y extasiar a la gente mejor que el hada acuática cuando está presente, cuando juega y hechiza y hace a la gente bailar más enloquecidamente y amar más ardientemente de lo que nunca es posible? Pero mira, ella desaparecerá, y sólo deja tras de sí una línea de agua en el suelo."
La casa fue reparada y restaurada entre 1958 y 1960 con una parte de la finca reservada como un santuario de aves por deseo de la propia Blixen.. Después de su restauración, la propiedad fue entregada a la Academia Literaria Danesa y es administrada por la Fundación Rungstedlund, fundada por Blixen y sus hermanos. Fue abierta al público como museo en 1991.  En 2013 el Museo Karen Blixen se unió al portal del Museo Nórdico. El Karen Blixen Museum  muestra las habitaciones en las que vivió, que se han conservado tal como estaban cuando Blixen vivía. Muestra una galería de dibujos y pinturas de Karen Blixen. Hay una exhibición de documentales sobre su vida y trabajo, una librería, una sala de proyecciones, un café, una tienda y un auditorio usado para conferencias y exhibiciones especiales.
La casa está rodeada de un gran parque con jardines, en el que se encuentra la tumba de la narradora, custodiada por un haya centenaria. La escritora era muy aficionada a hacer ella misma ramos y arreglos florales muy creativos y el equipo del museo ha continuado la tradición, recreando los mismos ramos que construía en vida, para adornar las estancias. 

### Museo Karen Blixen, Nairobi

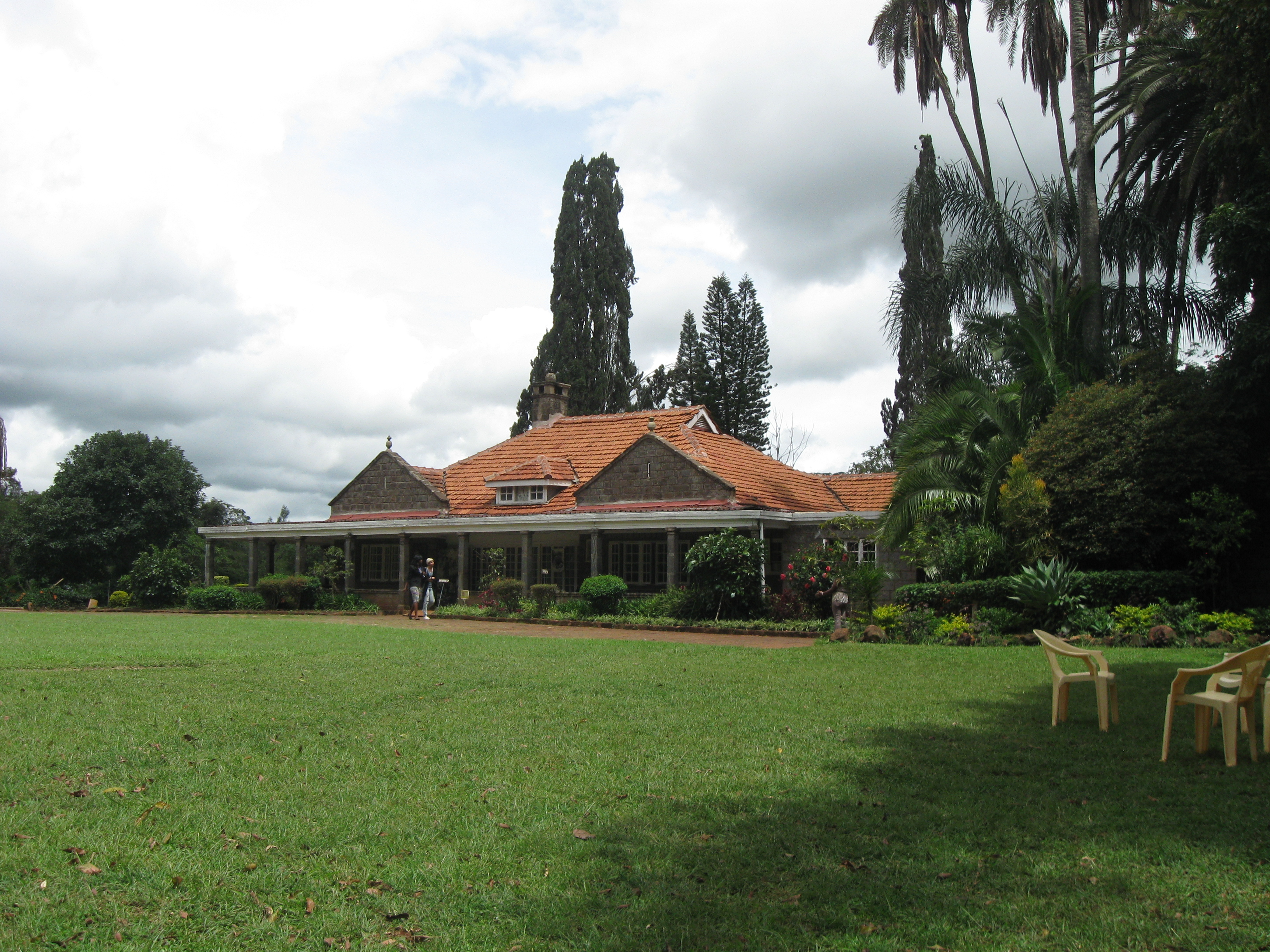
Hogar de Blixen en África, actualmente el Museo de Karen Blixen

Cuando Blixen regresó a Dinamarca en 1931, vendió su propiedad a un promotor, Remi Martin, que dividió la tierra en parcelas de 20 acres. El suburbio de Nairobi que emergió en la tierra donde Blixen cultivó el café ahora se llama Karen. Blixen misma declaró en sus escritos posteriores que "el barrio residencial de Karen" fue "llamado así por mí". La corporación familiar que poseía la granja de Blixen fue conocida como la "Karen Coffee Company" y la casa en la que vivió había sido construida por el presidente del consejo de la empresa familiar su tío Aage Westenholz. Aunque Westenholz llamó a la compañía del café por su propia hija Karen y no por Blixen, el promotor del barrio nombró el distrito por la autora / granjera famosa más que por el nombre de su compañía. 
Después de haber cambiando de manos varias veces, la casa de campo original ocupada por Blixen fue comprada por el gobierno danés y entregada al gobierno keniano en 1964 como un regalo por la independencia. El gobierno estableció un colegio de nutrición en el sitio y luego cuando la película Memorias de África se hizo en 1985, el colegio fue adquirido por los Museos Nacionales de Kenia. Un año más tarde, el Museo Karen Blixen fue inaugurado y cuenta con muchos de los muebles de Blixen, que habían sido readquiridos a Lady McMillan, que los había comprado cuando Blixen dejó África.

### Otros
El escritor argentino Julio Cortázar escribió, en uno de sus ensayos, que "todos tenemos una colección de cuentos", dónde "son aglutinantes de una realidad infinitamente más vasta que la de su mera anécdota" y porqué "perduran en la memoria". Incluyó en la suya (de lado de otros importantes autores de la literatura universal, como Edgar Allan Poe, Guy de Maupassant, Jorge Luis Borges...) el cuento "Los soñadores", de Isak Dinesen.

## Obra
- Bibliografía en Open Library OL135127A
- Bibliografía en worldcat lccn-no95-3722

Algunas de las obras de Blixen se publicaron después de su muerte, incluyendo cuentos previamente retirados de las colecciones anteriores y ensayos que escribió para diversas ocasiones.
- The Hermits (1907, publicado en Tilskueren con pseudónimo Osceola)[17]
- The Ploughman (1907, lo publicó en una revista danesa como Osceola)
- The de Cats Family (1909, publicado en Tilskueren)
- The Revenge of Truth (1926, publicado en Dinamarca)
- Seven Gothic Tales (1934 en EE. UU. 1935 en Dinamarca)
- Memorias de África (1937 en Dinamarca e Inglaterra, 1938 en EE. UU.)
- Winter's Tales (1942)
- The Angelic Avengers (1946)
- Last Tales (1957)
- Anecdotes of Destiny (1958) (including Babette's Feast)[18]
- Ehrengard (póstumo 1963, EE. UU.)
- Carnival: Entertainments and Posthumous Tales (póstumo 1977, EE. UU.)
- Daguerreotypes and Other Essays (póstumo 1979, EE. UU.)
- On Modern Marriage and Other Observations (póstumo 1986, EE. UU.)
- Letters from Africa, 1914–1931 (póstumo 1981, EE. UU.)
- Karen Blixen in Danmark: Breve 1931–1962 (póstumo 1996, Dinamarca)
- Karen Blixen i Afrika. En brevsamling, 1914–31 i IV bind (póstumo 2013, Dinamarca)

### Adaptaciones cinematográficas
- Una historia inmortal (The Immortal Story) dirigida por Orson Welles, 1968.
- Ehrengard dirigida por Emidio Greco, 1982.
- Memorias de Âfrica (Out of Africa) dirigida por Sydney Pollack, 1985. Ganó 7 Oscar, entre ellos el de mejor película, mejor director y mejor guion adaptado.
- El festín de Babette (Babette's Feast) dirigida por Gabriel Axel, 1987. Fue la primera película danesa en ganar el Oscar a la mejor película en lengua no inglesa.

## Eponimia
- Asteroide (3318) Blixen fue llamado así en su honor en su centésimo aniversario.

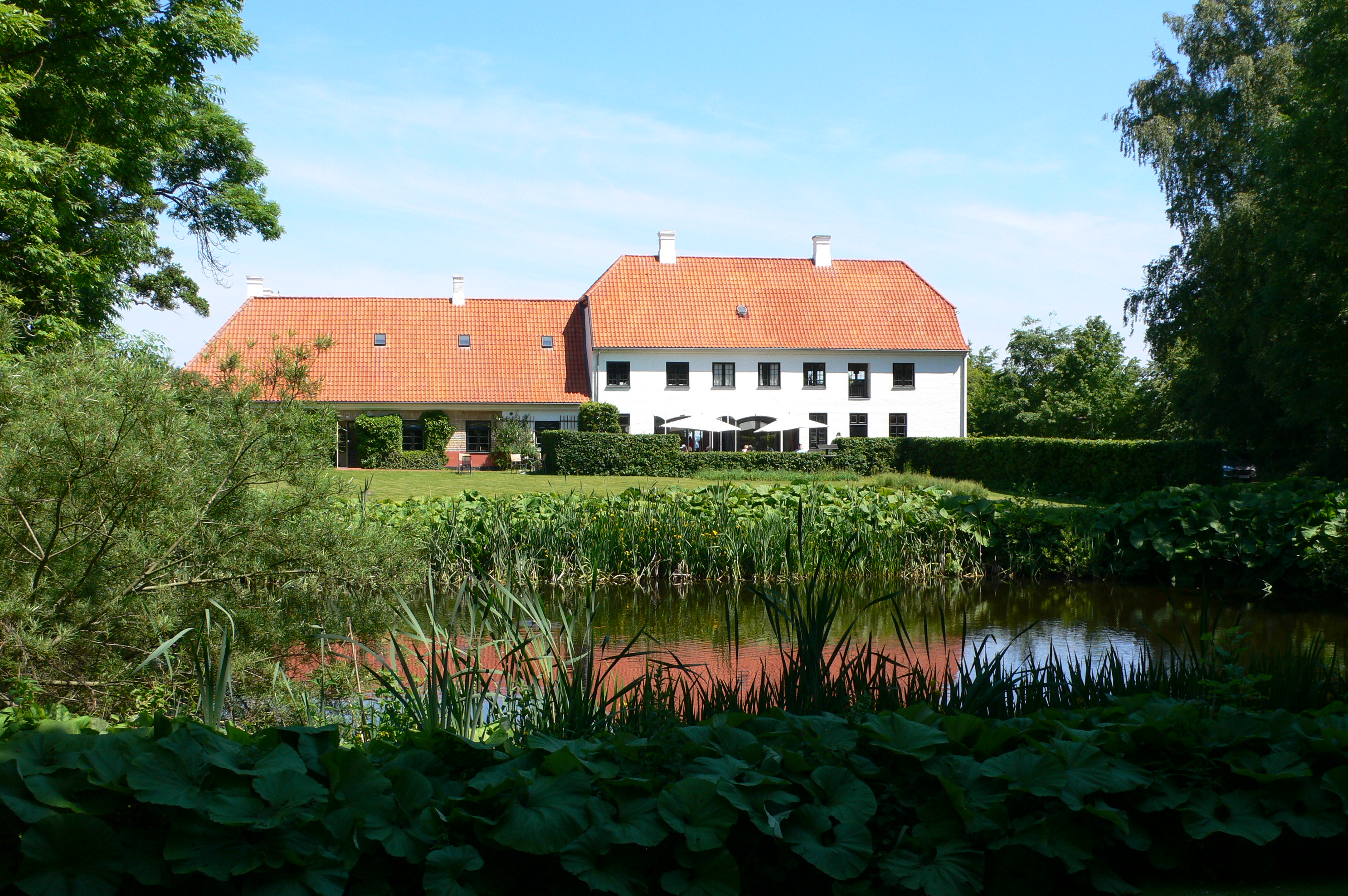
Museo Blixen de Rungstedlund.

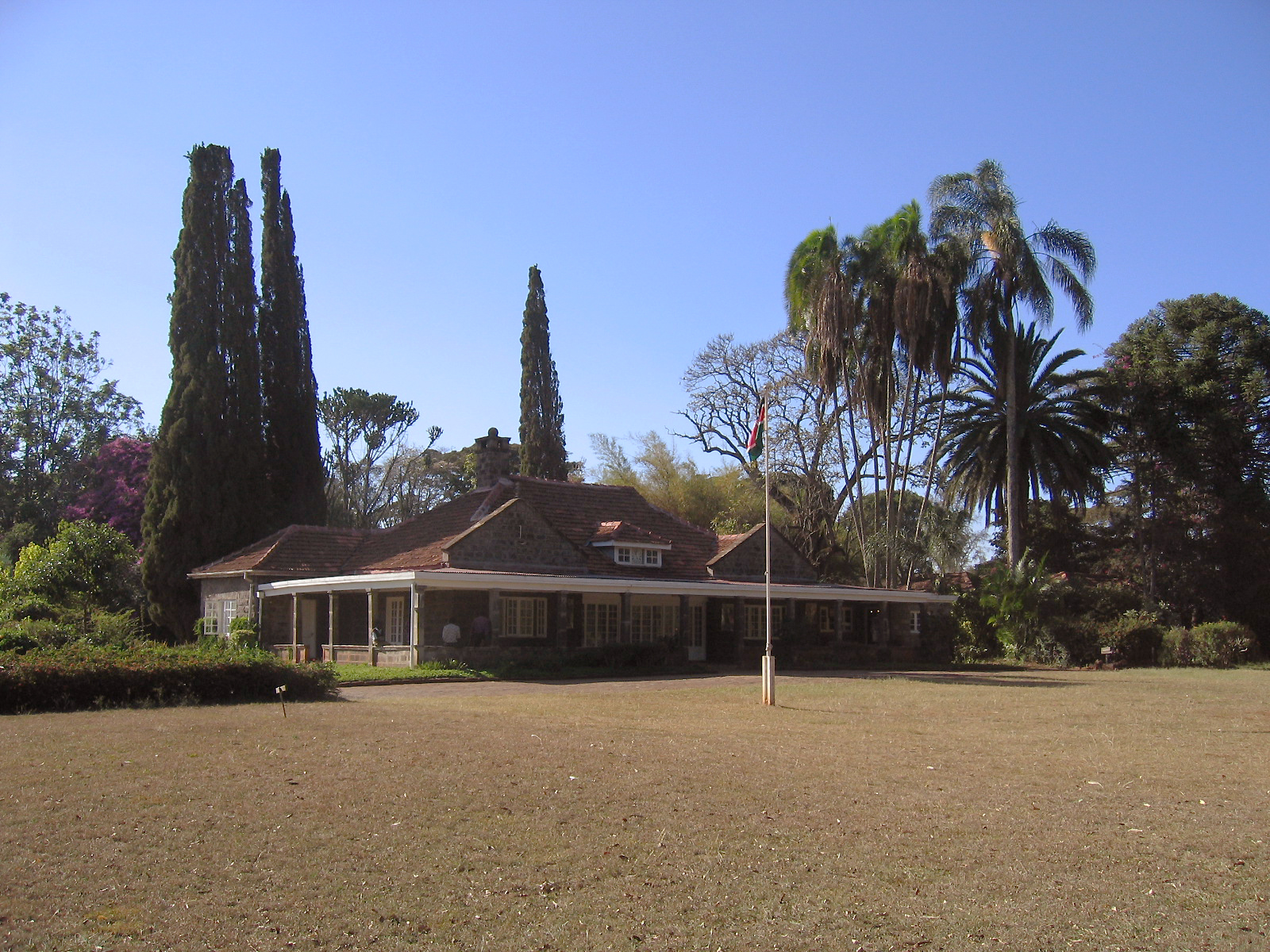
Museo Blixen de Nairobi.

## Citas

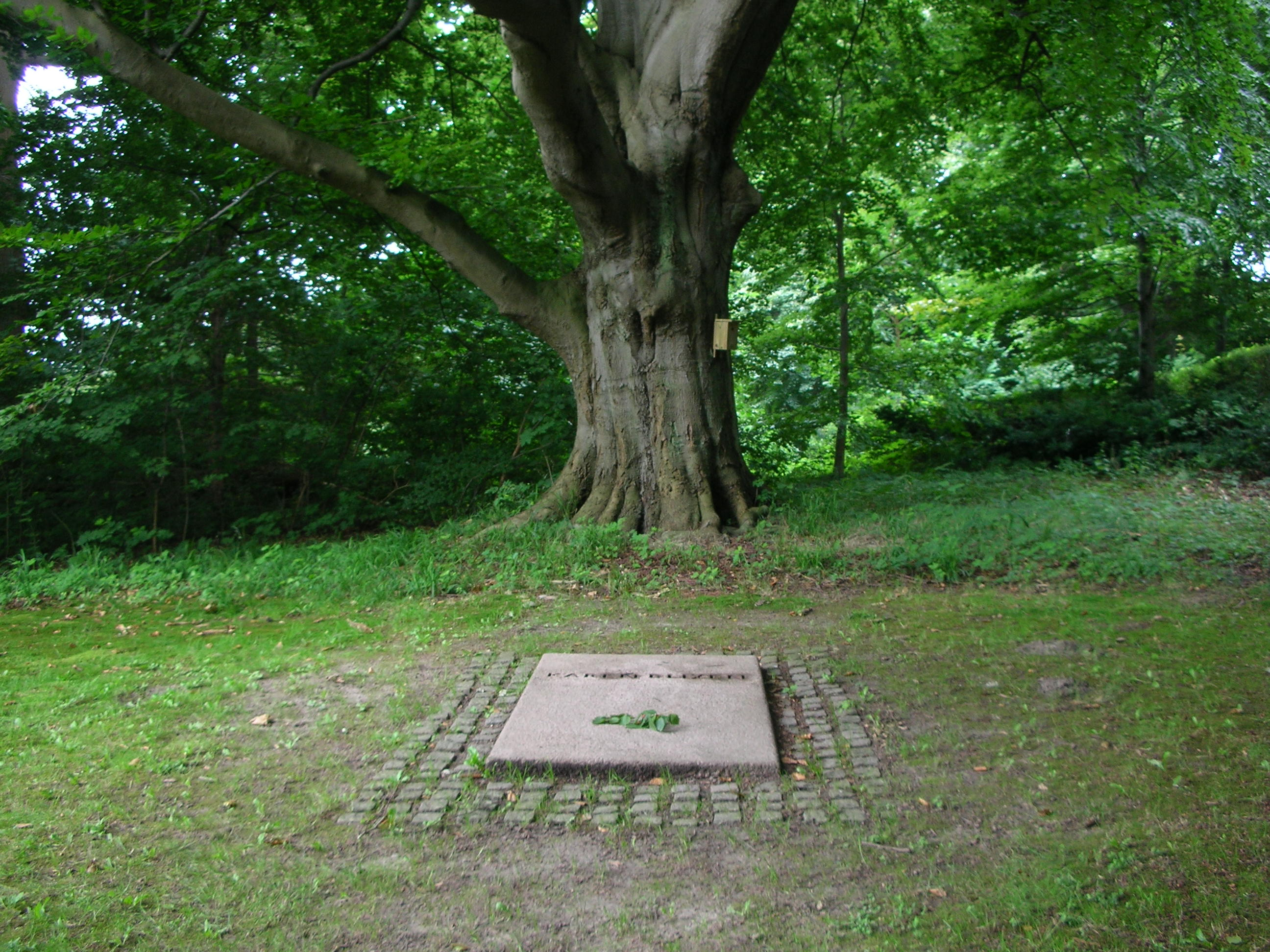
Tumba de Karen Blixen en Rungsted.

"Los seres humanos sufrimos mucho. Conocemos muchas horas oscuras, de duda, temor y desesperación, porque no podemos conciliar nuestra idea de la divinidad con lo que vemos en el universo que nos rodea. Yo mismo, cuando era joven, reflexioné mucho sobre este problema. Más tarde llegué a la convicción de que entenderíamos la naturaleza y las leyes del universo con más claridad y profundidad si aceptásemos desde un principio que su creador y mantenedor es un ser de sexo femenino". Cuentos de dos viejos caballeros.

I had a farm in Africa, at the foot of the Ngong Hills.
‘Yo tenía una granja en África, a los pies de Ngong Hills.’ Out of Africa, 1937

To be lonely is a state of mind, something completely other than physical solitude; when modern authors rant about the soul's intolerable loneliness, it is only proof of their own intolerable emptiness.
‘Estar solo es un estado de la mente, algo completamente diferente que la soledad física; cuando los autores contemporáneos se quejan de la insoportable soledad del alma, es sólo una prueba de su insoportable vacío.‘ Out of Africa, 1937

I know the cure for everything: Salt water...in one form or another: Sweat, tears or the sea.
‘Conozco la cura para todo: agua salada... de una u otra forma: Sudor, lágrimas o el mar.‘ The Deluge at Norderney, Seven Gothic Tales, 1934

When in the end, the day came on which I was going away, I learned the strange learning that things can happen which we ourselves cannot possibly imagine, either beforehand, or at the time when they are taking place, or afterwards when we look back on them.
‘Cuando llegue el día en que tenga que marchar, sabré que hay cosas que suceden que nunca podríamos imaginar por adelantado, o en el mismo momento en que pasan o después cuando las recordamos.‘ Out of Africa, 1937

He belonged to the olden days, and I have never met another German who has given me so strong an impression of what Imperial Germany was and stood for.
‘Pertenecía a otro tiempo y nunca me encontré a otro alemán que me diera una impresión tan fuerte de lo que el imperio germano era y representaba. ‘ Sobre el General Paul von Lettow-Vorbeck, Comandante en jefe alemán durante la campaña en el Este de África. The Great War in Africa

Through all the world there goes one long cry from the heart of the artist: Give me leave to do my utmost!
‘A lo ancho del mundo ahí va un largo grito desde el corazón del artista: ¡Dejadme esforzarme hasta lo máximo!‘  "Babette's Feast", 1953